# Johan van Gool
Johan ou Jan van Gool, né en 1685, et mort en 1763, est un peintre hollandais et écrivain de La Haye, dont on se souvient aujourd'hui principalement comme biographe d'artistes de  l'Âge d'Or hollandais.

## Biographie

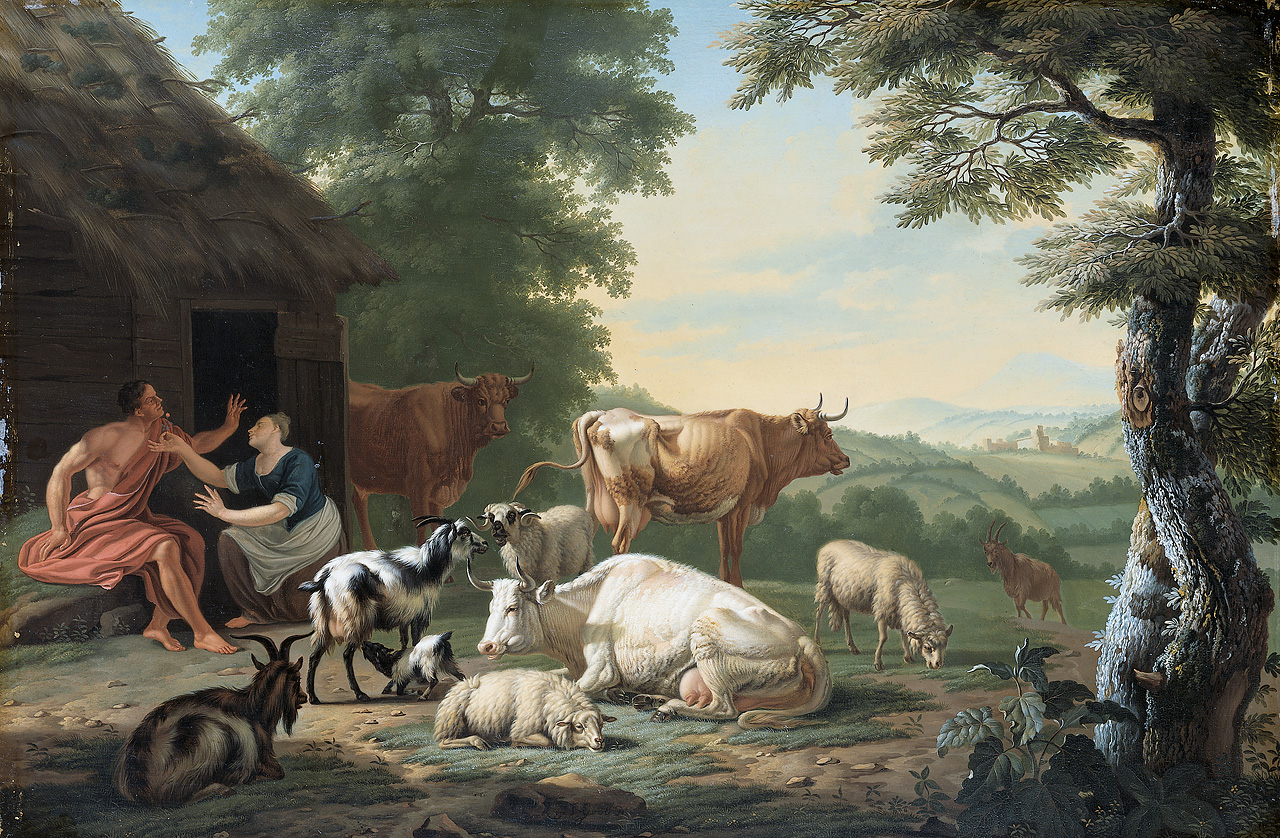
Paysage avec des bergers

Jan van Gool est né en 1685 à La Haye.
Selon le RKD, il apprend la peinture auprès de Simon van der Does et de Mattheus Terwesten. Il devient un membre de la Confrérie Pictura en 1711. Il est d'abord régent, puis cinq ans plus tard, directeur de l'Ecole de dessin de La Haye de 1720-1734. Il passe la plus grande partie de son temps à La Haye, mais il voyage deux fois en Angleterre où il est enregistré en 1711. Il se spécialise dans les paysages italiens.
D'après le Bénézit, il est un imitateur médiocre de Paulus Potter.
Il est surtout connu aujourd'hui pour son livre de biographies d'artistes, également connu sous le nom de "Nieuw Schouburg". Le titre complet est De Nieuwe Schouburg der Nederlantsche kunstschilders en schilderessen: Waer in de Levens- en Kunstbedryven der tans levende en reets overleedene Schilders, die van Houbraken, noch eenig ander schryver, zyn aengeteekend, verhaelt worden.  (La Haye, 1750). Il voulait ce livre comme une mise à jour du "Schouwburg" original écrit par son ami Arnold Houbraken, dont le Schouburg en trois volumes écrit dans l'ordre de l'année de naissance, se terminant par Adriaen van der Werff, né en 1659. Tout comme Houbraken avant lui, il commence son livre par un hommage à ses prédécesseurs, notamment à Karel van Mander et à Houbraken lui-même, notant cependant que Houbraken a inclus de nombreux commentaires insultants dans ses esquisses qu'il jugeait inutiles. Il commence par les artistes que Houbraken a laissés de côté, choisissant pour ses premiers sujets deux peintres de La Haye, Jan van Ravensteyn et Adriaen Hanneman. Il a ensuite écrit de courtes esquisses dans l'ordre de l'année de naissance jusqu'en 1680, terminant le volume I avec Gérard Jan Palthe. Dans le volume II, il a continué à partir de 1680 avec Jan van Huysum et s'est terminé en 1700 avec les frères Bernard et Matthijs Accama.
Son livre contient de nombreuses notes sur les peintres de La Haye et la fondation de l'académie de dessin à La Haye, où il a vécu et travaillé.

## Liste des peintres dans le volume 1
| - Jan Antonisz. van Ravesteyn p. 15 - Cornelis Janssens van Ceulen p. 22 - Adriaen Hanneman p. 24 - Martinus Lengele p. 30 - Arnold van Ravesteyn p. 31 - Isaac Koedijck p. 36 - Jan Potheuck p. 36 - Abraham Lambertsz van den Tempel p. 37 - Jan Goedart p. 41 - Willem Eversdijck p. 43 - Cornelis Eversdyk p. 43 - Theodor van der Schuer p. 44 - Willem Doudijns p. 51 - Nikolaes Wieling p. 58 - Herman Verelst p. 59 - Pieter Hermansz Verelst p. 59 - Simon Pietersz Verelst p. 59 - Adriaen Cornelisz Beeldemaker p. 63 - Franciscus Carree p. 64 - Johan le Ducq p. 65 - Marcus de Bye p. 67 - Daniël Haring p. 69 - Daniel Mijtens le Jeune p. 71 - Jan Weenix p. 79 - Robbert Duval (1639-1732) p. 83 - Johannes Vollevens p. 89 - Anthoni Schoonjans p. 94 | - Jan Mortel p. 99 - Abraham Begeyn p. 100 - Elias Terwesten p. 102 - Theodoor Visscher p. 104 - Cornelis de Bruijn p. 112 - Jan van Call p. 117 - Jan Frans van Bloemen p. 121 - Pieter van Bloemen p. 122 - Hendrik Carré p. 122 - Michiel Carree p. 125 - Frank Pieterse Verheyden p. 127 - Arnold Houbraken p. 131 - N. Bodekker p. 147 - Jillis de Winter p. 150 - Jan Fielius p. 151 - Jacobus van der Sluis p. 151 - Bonaventura van Overbeek p. 154 - Theodorus Netscher p. 172 - Willem van Mieris p. 191 - Nikolaes Hooft p. 204 - Matheus de Meele p. 207 - Rachel Ruysch p. 210 - Matthijs Pool p. 234 - Pieter van der Werff p. 234 - Albert van Spiers p. 242 - Ottmar Elliger p. 243 - Herman Henstenburgh p. 248 - Elias van Nymeegen p. 256 - Kaspares Petro Verbruggen p. 264 - Theodor van Pee p. 272 | - Adam Silo p. 287 - Frans Beeldemaker p. 289 - Jan Hendrik Brandon p. 293 - Arnold Boonen p. 294 - Jaques Parmantio p. 294 - Mattheus Terwesten p. 309 - Carel Borchaert Voet p. 329 - Alexander van Gaelen p. 340 - N. Cramer p. 341 - Jacob Christoph Le Blon p. 342 - Isaac de Moucheron p. 362 - Constantijn Netscher p. 367 - R. Bleek p. 374 - Gerard Rademaker p. 378 - Gerard Wigmana p. 386 - Nikolaas Verkolje p. 392 - Abraham Rademaker p. 403 - Anselmus Weeling p. 409 - Dirk Kint p. 413 - Jasper Boonen p. 414 - Margaretha Wulfraet p. 415 - Pieter Hardimé p. 418 - Simon Hardimé p. 418 - Jan Serin p. 423 - Coenraedt Roepel p. 426 - Jacob Campo Weyerman p. 434 - Philip van Dijk p. 440 - Hendrik van Limborch p. 448 - Jan Palthe p. 370 - Gerard Jan Palthe p. 469 |

## Liste des peintres dans le volume 2
| - Jan van Huysum p. 13 - Justus van Huysum p. 30 - Jacob van Huysum p. 30 - Margareta Haverman p. 32 - Hendrik Hulst p. 32 - Herman van der Mijn p. 34 - Frans Decker p. 49 - Wilhelmus Troost p. 50 - Jacoba Maria van Nickelen p. 52 - Matthijs Balen p. 55 - Abraham Torenvlied p. 57 - Johannes Vollevens II p. 57 - Balthasar Denner p. 62 - Jacques Ignatius de Roore p. 86 - Isaak Walraven p. 116 - Hieronimus van der My p. 129 - Jan Maurits Quinkhard p. 130 - Dirk Dalens p. 134 - Bartholomeus Douven p. 136 - N. Anchilus p. 138 - Robbert Griffier p. 140 - Johannes Vogelsang p. 143 - Francis Vergh p. 145 - Frans van Mieris the Elder p. 147 - Jan Abel Wassenberg p. 152 - Antoni de Waerd p. 157 - Jacob Appel (painter) p. 158 - Pieter van Call p. 165 - Jan van Call p. 168 - Jan Wandelaar p. 169 - Henriëtta van Pee p. 179 - Harmanus Wolters p. 191 - Cornelis Pronk p. 193 - Abraham de Haen p. 198 - Jan de Beijer p. 199 - Louis Fabricius Dubourg p. 200 - Gerard Melder p. 205 | - Adriaen van der Burg p. 212 - Abraham Carré p. 215 - Hendrik Carré II p. 217 - Johannes Carré p. 218 - Jacob de Wit p. 218 - Jacob van Liender p. 238 - Theodoor Hartzoeker p. 239 - Cornelis Troost p. 241 - Sara Troost p. 252 - Louis de Moni p. 259 - Leonard François Louis p. 262 - Johan Hendrik Keller p. 266 - Engel Sam p. 273 - Johan Graham p. 276 - Mattheus Verheyden p. 278 - Jan George Freezen p. 297 - Antoni Elliger p. 301 - Christina Maria Elliger p. 303 - Gerard Sanders p. 304 - Johannes Antiquus p. 307 - Dionys van Nymegen p. 318 - Andreas van der Myn p. 321 - Cornelia van der Mijn p. 321 - Gerard van der Myn p. 321 - Frans van der Mijn p. 322 - George van der Mijn p. 326 - Robbert van der Myn p. 326 - Herman Diederik Cuipers p. 327 - Pierre Lyonnet p. 330 - Kornelis Greenwood p. 338 - Aert Schouman p. 346 - Tibout Regters p. 353 - Augustinus Terwesten p. 355 - Jan Verbruggen p. 358 - Arnout Rentinck p. 361 - Jan ten Compe p. 364 - Ludolf Bakhuizen p. 366 | - Hendrik de Winter p. 369 - Jan Palthe p. 370 - Jacobus Buys p. 372 - Nikolaes Reyers p. 372 - Hendrik Pothoven p. 374 - Adriaen van der Werff p. 376 - Huchtenburg p. 410 - Gerard Hoet p. 415 - Carel de Moor p. 422 - Roelof Koets p. 438 - Nicolas Piemont p. 441 - Jan van Mieris p. 442 - Jan Boeckhorst p. 450 - Domenicus van Wijnen p. 451 - Dionys Godyn p. 454 - Nikolaes van Ravestein p. 455 - Isaak van der Vinne p. 455 - Jan Vincentsz van der Vinne p. 455 - Cornelis Dusart p. 457 - Jan Vermeer van Utrecht p. 460 - Norbert van Bloemen p. 463 - Abraham Brueghel p. 463 - Jan Batist Breugel p. 464 - N. de Winter p. 465 - Jacomo van Staveren p. 466 - Jacobus de Baen p. 466 - Jan Adriaensz. van Staveren p. 466 - Dirk Valkenburg p. 477 - Jacob Ochtervelt p. 488 - S. van der Hoog p. 489 - Meindert Hobbema p. 490 - Jan Wijnants p. 490 - J. Fournier p. 492 - Bernard Accama p. 493 - Matthijs Accama p. 493 |